# Gran Premi dels Països Baixos del 2022
El Gran Premi dels Països Baixos de Fórmula 1, la quinzena cursa de la temporada 2022, ès disputat al circuit de Zandvoort entre els dies 2 a 4 de setembre del 2022.

## Qualificació
La qualificació fou realitzada el dia 3 de setembre.
| Pos.               | Nº | Pilot            | Equip/Motor           | Part 1   | Part 2   | Part 3   | Graella |
| ------------------ | -- | ---------------- | --------------------- | -------- | -------- | -------- | ------- |
| 1                  | 1  | Max Verstappen   | Red Bull-RBPT         | 1:11.317 | 1:10.927 | 1:10.342 | 1       |
| 2                  | 16 | Charles Leclerc  | Ferrari               | 1:11.443 | 1:10.988 | 1:10.363 | 2       |
| 3                  | 55 | Carlos Sainz Jr. | Ferrari               | 1:11.767 | 1:10.814 | 1:10.434 | 3       |
| 4                  | 44 | Lewis Hamilton   | Mercedes              | 1:11.331 | 1:11.075 | 1:10.648 | 4       |
| 5                  | 11 | Sergio Pérez     | Red Bull-RBPT         | 1:11.641 | 1:11.314 | 1:11.077 | 5       |
| 6                  | 63 | George Russell   | Mercedes              | 1:11.561 | 1:10.824 | 1:11.147 | 6       |
| 7                  | 4  | Lando Norris     | McLaren-Mercedes      | 1:11.556 | 1:11.116 | 1:11.174 | 7       |
| 8                  | 47 | Mick Schumacher  | Haas-Ferrari          | 1:11.741 | 1:11.420 | 1:11.442 | 8       |
| 9                  | 22 | Yuki Tsunoda     | AlphaTauri-RBPT       | 1:11.427 | 1:11.428 | 1:12.556 | 9       |
| 10                 | 18 | Lance Stroll     | Aston Martin-Mercedes | 1:11.568 | 1:11.416 | S/temps  | 10      |
| 11                 | 10 | Pierre Gasly     | AlphaTauri-RBPT       | 1:11.705 | 1:11.512 |          | 11      |
| 12                 | 31 | Esteban Ocon     | Alpine-Renault        | 1:11.748 | 1:11.605 |          | 12      |
| 13                 | 14 | Fernando Alonso  | Alpine-Renault        | 1:11.667 | 1:11.613 |          | 13      |
| 14                 | 24 | Guanyu Zhou      | Alfa Romeo-Ferrari    | 1:11.826 | 1:11.704 |          | 14      |
| 15                 | 23 | Alexander Albon  | Williams-Mercedes     | 1:11.695 | 1:11.802 |          | 15      |
| 16                 | 77 | Valtteri Bottas  | Alfa Romeo-Ferrari    | 1:11.961 |          |          | 16      |
| 17                 | 20 | Kevin Magnussen  | Haas-Ferrari          | 1:12.041 |          |          | 17      |
| 18                 | 3  | Daniel Ricciardo | McLaren-Mercedes      | 1:12.081 |          |          | 18      |
| 19                 | 5  | Sebastian Vettel | Aston Martin-Mercedes | 1:12.391 |          |          | 19      |
| 20                 | 6  | Nicholas Latifi  | Williams-Mercedes     | 1:13.353 |          |          | 20      |
| 107%Temps:1:16.309 |    |                  |                       |          |          |          |         |
| Font:              |    |                  |                       |          |          |          |         |

## Resultats de la cursa
La cursa fou realitzada el dia 4 de setembre.
| Pos.                                                                     | Nº | Pilot            | Equip/Motor           | Voltes | Temps/Retirada | Graella | Punts |
| ------------------------------------------------------------------------ | -- | ---------------- | --------------------- | ------ | -------------- | ------- | ----- |
| 1                                                                        | 1  | Max Verstappen   | Red Bull-RBPT         | 72     | 1:36:42.773    | 1       | 261   |
| 2                                                                        | 63 | George Russell   | Mercedes              | 72     | +4.071         | 6       | 18    |
| 3                                                                        | 16 | Charles Leclerc  | Ferrari               | 72     | +10.929        | 2       | 15    |
| 4                                                                        | 44 | Lewis Hamilton   | Mercedes              | 72     | +13.016        | 4       | 12    |
| 5                                                                        | 11 | Sergio Pérez     | Red Bull-RBPT         | 72     | +18.168        | 5       | 10    |
| 6                                                                        | 14 | Fernando Alonso  | Alpine-Renault        | 72     | +18.754        | 13      | 8     |
| 7                                                                        | 4  | Lando Norris     | McLaren-Mercedes      | 72     | +19.306        | 7       | 6     |
| 8                                                                        | 55 | Carlos Sainz Jr. | Ferrari               | 72     | +20.9162       | 3       | 4     |
| 9                                                                        | 31 | Esteban Ocon     | Alpine-Renault        | 72     | +21.117        | 12      | 2     |
| 10                                                                       | 18 | Lance Stroll     | Aston Martin-Mercedes | 72     | +22.459        | 10      | 1     |
| 11                                                                       | 10 | Pierre Gasly     | AlphaTauri-RBPT       | 72     | +27.009        | 11      |       |
| 12                                                                       | 23 | Alexander Albon  | Williams-Mercedes     | 72     | +30.390        | 15      |       |
| 13                                                                       | 47 | Mick Schumacher  | Haas-Ferrari          | 72     | +32.995        | 8       |       |
| 14                                                                       | 5  | Sebastian Vettel | Aston Martin-Mercedes | 72     | +36.0073       | 19      |       |
| 15                                                                       | 20 | Kevin Magnussen  | Haas-Ferrari          | 72     | +36.869        | 17      |       |
| 16                                                                       | 24 | Guanyu Zhou      | Alfa Romeo-Ferrari    | 72     | +37.320        | 14      |       |
| 17                                                                       | 3  | Daniel Ricciardo | McLaren-Mercedes      | 72     | +37.764        | 18      |       |
| 18                                                                       | 6  | Nicholas Latifi  | Williams-Mercedes     | 71     | +1 volta       | 20      |       |
| Ret                                                                      | 77 | Valtteri Bottas  | Alfa Romeo-Ferrari    | 53     | Motor          | 16      |       |
| Ret                                                                      | 22 | Yuki Tsunoda     | AlphaTauri-RBPT       | 43     | Ala posterior  | 9       |       |
| Volta ràpida: — Max Verstappen (Red Bull-RBPT) – 1:13.652 (en el lap 62) |    |                  |                       |        |                |         |       |
| Font:                                                                    |    |                  |                       |        |                |         |       |

Notes
- ^1  – Inclòs punt extra per volta ràpida.
- ^2  – Carlos Sainz Jr. va finalitzar en cinquè lloc, més fou penalitzat en 5 segons per salir insegurament. Amb això, va perdre tres posicions.
- ^3  – Sebastian Vettel va finalitzar en tretzè lloc, més fou penalitzat en 5 segons per ignorar les banderes blaves. Amb això, va perdre una posició.

## Classificació després de la cursa
| Pos. | Pilot            | Punts | Canvis |
| ---- | ---------------- | ----- | ------ |
| 1    | Max Verstappen   | 310   | =      |
| 2    | Charles Leclerc  | 201   | 1      |
| 3    | Sergio Pérez     | 201   | 1      |
| 4    | George Russell   | 188   | 1      |
| 5    | Carlos Sainz Jr. | 175   | 1      |

| Pos. | Constructor      | Punts | Canvis |
| ---- | ---------------- | ----- | ------ |
| 1    | Red Bull-Honda   | 511   | =      |
| 2    | Ferrari          | 376   | =      |
| 3    | Mercedes         | 346   | =      |
| 4    | Alpine-Renault   | 125   | =      |
| 5    | McLaren-Mercedes | 101   | =      |